# Aristias veleronis
Aristias veleronis är en kräftdjursart som beskrevs av Hurley 1963. Aristias veleronis ingår i släktet Aristias och familjen Aristiidae. Inga underarter finns listade i Catalogue of Life.